# Даріуш Ґаєвський
Даріуш Ґаєвський (пол. Dariusz Gajewski; нар. 3 грудня 1964, Ченстохова, Польща) — польський кінорежисер, сценарист та продюсер.

## Життєпис
Даріуш Ґаєвський народився 3 грудня 1964 року у місті Ченстохова, Польща. Навчався на факультеті права Яґеллонського університету у Кракові (1983–1986), вивчав режисуру у Кіношколі в Лодзі. Для громадського телебачення знімав документальні стрічки, писав сценарії для кіно.
1999 року Даріуш Ґаєвський на сцені Драматичного театру у Варшаві поставив «Шкіряну маску» за Гельмутом Крауссером.
Перший фільм Даріуша Ґаєвського — «тРивога» (2002) — було презентовано в рамках конкурсу незалежного кіно на кінофестивалі у Гдині 2002 року. Рік потому, за свій другий фільм «Варшава» режисер отримав на цьому ж фестивалі головний приз — «Золоті Леви»
У 2015 році Даріуш Ґаєвський входив до складу Міжнародного журі 45-го Київського міжнародного кінофестивалю «Молодість».
Даріуш Ґаєвський одружений з акторкою Агнешкою Ґроховською.

## Фільмографія
Режисер
| Рік  | Українська назва | Оригінальна назва | Примітки                     |
| ---- | ---------------- | ----------------- | ---------------------------- |
| 2002 | тРивога          | Alarm             | режисер, сценарист           |
| 2003 | Варшава          | Warszawa          | режисер, сценарист           |
| 2008 | Уроки пана Куки  | Lekcje pana Kuki  | режисер, сценарист           |
| 2015 | Чуже небо        | Obce niebo        | режисер, сценарист, продюсер |

## Визнання
| Нагороди та номінації Даріуша Ґаєвського | Нагороди та номінації Даріуша Ґаєвського | Нагороди та номінації Даріуша Ґаєвського             | Нагороди та номінації Даріуша Ґаєвського |
| Рік                                      | Категорія/нагорода                       | Фільм                                                | Результат                                |
| ---------------------------------------- | ---------------------------------------- | ---------------------------------------------------- | ---------------------------------------- |
| Польський кінофестиваль у Гдині          |                                          |                                                      |                                          |
| 2003                                     | Золоті леви                              | Варшава                                              | Перемога                                 |
| 2003                                     | Найкращий режисер                        | Даріуш Ґаєвського                                    | Перемога                                 |
| 2003                                     | Найкращий сценарій                       | Даріуш Ґаєвського (з Матеушом Беднаркевічем)         | Номінація                                |
| Польська кінопремія Орли                 |                                          |                                                      |                                          |
| 2004                                     | Найкращий режисер                        | Даріуш Ґаєвський (Варшава)                           | Номінація                                |
| 2004                                     | Найкращий сценарист                      | Даріуш Ґаєвський (з Матеушом Беднаркевічем, Варшава) | Номінація                                |
| Кінофестиваль Camerimage                 |                                          |                                                      |                                          |
| 2008                                     | Золота жаба за найкращий польський фільм | Уроки пана Куки (з оператором Войцехом Шепелем)      | Номінація                                |
| Варшавський міжнародний кінофестиваль    |                                          |                                                      |                                          |
| 2008                                     | Competition 1-2 Award                    | Уроки пана Куки                                      | Номінація                                |

## Громадська позиція
У 2018 підтримав звернення Європейської кіноакадемії на захист ув'язненого у Росії українського режисера Олега Сенцова